# حیدرآباد (بوئین‌زهرا)
حیدرآباد، روستایی از توابع بخش مرکزی شهرستان بوئین‌زهرا در استان قزوین ایران است.

## جمعیت
این روستا در دهستان زهرای بالا قرار دارد و براساس سرشماری مرکز آمار ایران در سال ۱۳۸۵، جمعیت آن ۴۰۵ نفر (۹۶ خانوار) بوده‌است.